# Evil Boy (film)
Pour plus de détails, voir Fiche technique et Distribution.
Evil Boy (Тварь, Tvar) est un film d'horreur russe écrit et réalisé par Olga Gorodetskaya, sorti en 2019.

## Synopsis
Trois ans après la disparition de leur petit garçon, mystérieusement disparu et jamais retrouvé, Polina s'est enfermée dans le deuil et une dépression sévère. Son époux médecin, Igor, est prêt à tout pour l'aider à surmonter sa souffrance. Un jour, il a dû identifier le cadavre d'un enfant mais il était catégorique : ce n'est pas son fils qui avait une difformité au pied droit. Trois ans plus tard, le couple visite un orphelinat, dirigé par des religieuses, car ils songent à adopter un orphelin. Alors qu'Igor s'investit dans sa démarche, bouleversée, Polina s'aventure dans le sous-sol : c'est alors là qu'elle découvre un homme en train d'agoniser et une étrange créature en train de s'échapper. De son côté, Igor apprend par une nonne qu'il s'agit du gardien de l'immeuble qui s'est tiré une balle dans la tête tandis que Polina surprend une bande de gamins en train de se moquer d'un autre enfant, qui se comporte comme une bête sauvage. Immédiatement, elle s'éprend de lui et l'adopte rapidement. Pourtant, une des religieuses informe son mari qu'il est dangereux de prendre soin de lui comme l'avait fait le suicidé. Mais il prend le risque de l'emmener avec eux. Son épouse le prénomme Vanya, comme leur premier enfant. Mais leur rêve s'effondre en peu de temps, car l’enfant présente un comportement des plus inquiétants. Pourtant, Polina pense qu'il est une sorte de réincarnation de leur garçon disparu mais, suspicieux, Igor le soupçonne d'être une créature possédée par des forces démoniaques...

## Fiche technique
- Titre original russe : Тварь, Tvar[1]
- Titre français : Evil Boy[1]
- Réalisation : Olga Gorodetskaya
- Scénario : Olga Gorodetskaya et Anna Kabanova
- Photographie : Ilia Ovsenev
- Production : Pavel Zaroukine, Olga Filipouk, Filipp Lamchine, Maxim Abramov et Ilia Bourets
- Société de production : Société SOK
- Société de distribution : Rimini Editions (France)
- Pays d'origine :  Russie
- Langue originale : russe
- Format : couleur
- Genre : horreur
- Durée : 90 minutes
- Dates de sortie :
  - Russie : 26 septembre 2019
  - France : 25 janvier 2020 (DVD)

## Distribution
- Elena Liadova : Polina Belova
- Vladimir Vdovitchenkov : Igor Belov
- Sébastien Bougaïev : Stray / Vanya
- Ievgueni Tsyganov : Sergeï Vassiliev
- Anna Oukolova (ru) : Tatiana Makarova
- Konstantin Topolaga (ru) : Pyotr Makarov
- Rosa Khairoullina (ru) : Sœur Isidora
- Evgeni Antropov : Détective Antropov
- Konstantin Mourzenko : Détective Yegorov
- Mikhail Safronov : Docteur à l'hopital